# Melchor de Prado y Mariño
Melchor de Prado y Mariño (Santiago di Compostela, 1770 circa – La Coruña, 1834) è stato un architetto spagnolo.
Fu il massimo rappresentante in Galizia del neoclassicismo nella sua fase di maggior purezza e pienezza.
Era fratello maggiore dello scultore Manuel de Prado Mariño.

## Biografia

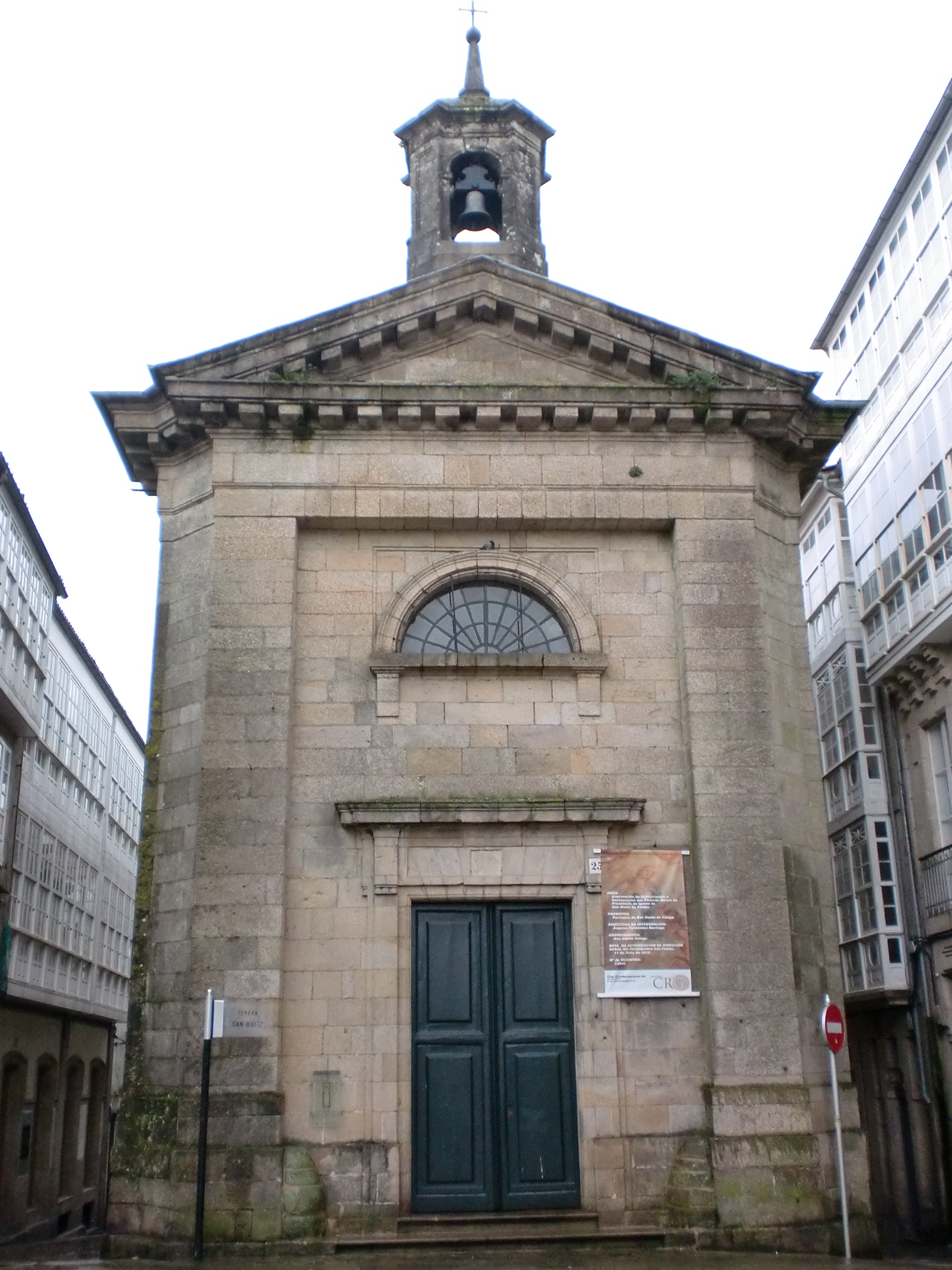
Chiesa di San Benito do Campo.

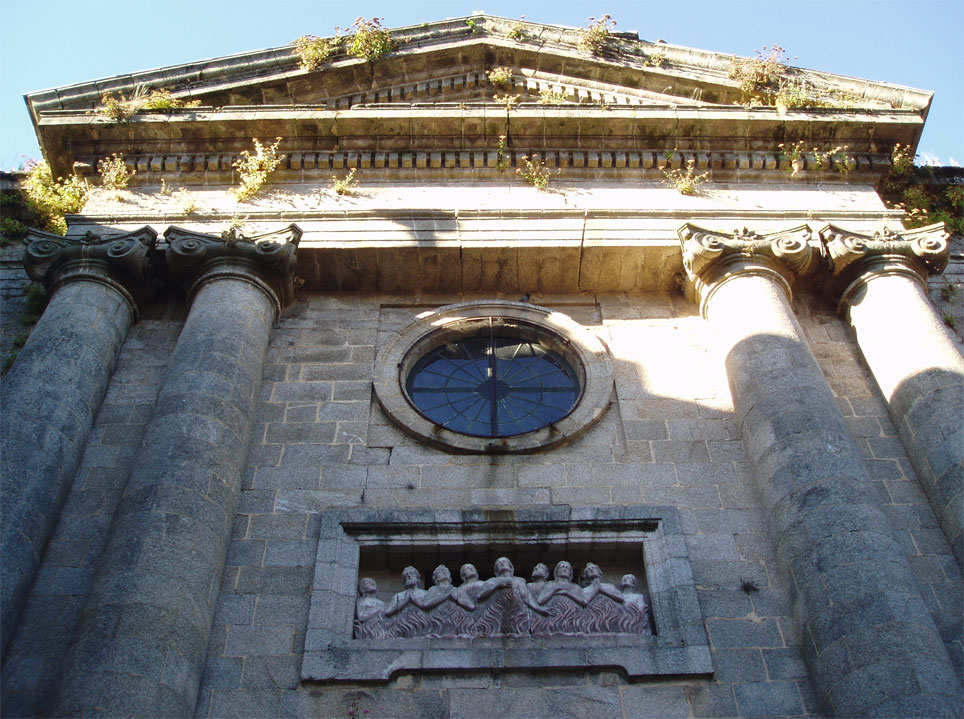
Parte superiore della facciata della Capilla de Ánimas di Santiago di Compostela.

### Formazione
Cominciò i suoi studi artistici nella "Scuola patriottica di disegno" che la Real Sociedad Económica de Amigos do País de Santiago aveva stabilito nel 1792 nel monastero di San Martín Pinario, diretta da Miguel Ferro Caaveiro. Qui sicuramente entrò in contatto per la prima volta con l'arte di costruire, ma dovette attendere il 1792 per potersi iscrivere come allievo della Real Academia de Bellas Artes de San Fernando di Madrid, grazie alla protezione accordatagli dall'arcivescovo di Santiago Sebastián Malvar y Pinto. A Madrid stabilì relazioni con altri architetti della sua generazione. Poiché non gli fu possibile di realizzare il desiderio di trasferirsi a Roma per continuare gli studi, si adattò a imparare l'architettura antica e moderna nei libri illustrati della biblioteca dell'Accademia, fra cui vi erano i più prestigiosi trattati teorici antichi: specialmente quelli di Vitruvio, architetto romano vissuto nel I secolo a.C., e Palladio, considerato l'architetto che «aveva meglio saputo rendere attuale l'eredità delle forme classiche nella realtà di metà Cinquecento»,, da cui apprese il severo rigore architettonico che lo caratterizzerà.

### Opere
Tenendo in conto gli anni della sua formazione, la sua produzióne cominciò relativamente presto, giacché negli anni 1794 e 1795, mentre era ancora allievo dell'Academia de San Fernando, il Capitolo compostellano gli richiese dei progetti per la ricostruzione della Porta Santa della cattedrale di Santiago e della chiesa di San Benito do Campo nella stessa città.
Tuttavia la sua carriera professionistica ebbe inizio solo nel 1796, anno in cui, per un progetto di una biblioteca, ottenne il rango di "académico de mérito". Da questo momento si inizia il preiodo della sua più intensa attività. Partecipa, per incarico del re Carlo IV, a una commissione artistica in Portogallo; prende parte, negli anni 1789 e 1790, con Cornide, alla spedizione archeologica alla basilica visigota di Cabeza de Griego allora da poco scoperta, vicino a Segóbriga. Si trattava di una chiesa preromanica, che in seguito fu spogliata e di cui si ha conoscenza grazie alla relazione redatta da Cornide nel 1793.
Di ritorno a Santiago dopo la spedizione archeologica si verificò un clamoroso conflitto di competenze fra Melchor de Prado e il suo vecchio maestro Miguel Ferro Caaveiro.
Il 24 ottobre 1780 il re aveva nominato Miguel Ferro Caaveiro architetto direttore delle opere pubbliche e private della città di Santiago, e nessuna costruzione poteva avere luogo senza la sua approvazione. Il conflitto vedeva contrapposto un accademico della Real Academia de Bellas Artes de San Fernando, Melchor de Prado, a un architetto non accademico, Caaveiro. La disputa si risolse nel 1798 con un accordo fra i due architetti, in cui si circoscrivevano i rispettivi ambiti di intervento.
A partire dal 1800 realizzò la maggior parte delle sue opere. Nel 1803 intervenne nella fabbrica di ceramica di Sargadelos, nelle riforme urbanistiche di Ribadeo, di Noia e in ponti e strade della Galizia. Inoltre disegnò molti altari. Fra il 1818 e il 1834, anno in cui morì, fu architetto municipale de La Coruña. La sua opera più importante è la Collegiata di Vigo. A Santiago realizzò il progetto per la facciata della chiesa di San Miguel dos Agros, l'opera fu portata a termine da José Otero nel XIX secolo. Progettò anche le facciate della chiesa di San Benito do Campo e della capilla de Ánimas, entrambe a Santiago. Alla Coruña costruì la sacrestia e l'altare dell'Addolorata della chiesa di San Nicola; a Pontevedra, la cappella dei Miracoli, e, a Lugo, il tabernacolo dell'altare maggiore della cattedrale.